# Eylais extendens
Eylais extendens är en kvalsterart som beskrevs av Müller 1776. Eylais extendens ingår i släktet Eylais och familjen Eylaidae. Inga underarter finns listade i Catalogue of Life.